# Agylla boliviensis
Agylla boliviensis là một loài bướm đêm thuộc phân họ Arctiinae, họ Erebidae.